# Peliala leuctra
Peliala leuctra là một loài bướm đêm trong họ Erebidae.